# فونسی (بازیکن فوتبال)
فونسی (انگلیسی: Fonsi؛ زادهٔ ۲۲ ژانویهٔ ۱۹۸۶) بازیکن فوتبال اهل اسپانیا است.